# Conjugaisons du grec ancien
Cette page contient des caractères spéciaux ou non latins. S’ils s’affichent mal (▯, ?, etc.), consultez la page d’aide Unicode.
Contrairement aux usages en vigueur dans les autres articles de Wikipédia, les termes grecs ne seront pas translittérés. Cet article s'adresse en effet à des lecteurs sachant déjà lire le grec.
Le système de conjugaisons du grec ancien est considéré comme complexe par la richesse des méthodes flexionnelles mises en œuvre ainsi que les traits grammaticaux dénotés. Les remarques comparatistes permettent aussi d'intégrer le grec dans le modèle indo-européen : la langue grecque, en effet, par son archaïsme, permet de cerner un bon nombre des problématiques que rencontre le linguiste comparatiste étudiant le système verbal de l'indo-européen. Cet article est donc principalement théorique et s'adresse à des lecteurs ayant déjà quelques connaissances en linguistique.
Le lecteur ne se souciant que de synchronie trouvera en fin d'article un renvoi vers des tableaux de conjugaison synthétiques.

## Introduction
Le verbe grec varie selon de nombreux traits grammaticaux.

### Personnes
Les modes conjugués (personnels) connaissent trois personnes : première, deuxième et troisième.
Les modes impersonnels ignorent les personnes et ne se conjuguent pas : ni infinitif ni participe ne se conjuguent. Tout au plus le participe se décline-t-il.
Le mode impératif possède bien une deuxième personne et une troisième personne, mais ignore la première.

### Nombres
Le verbe grec accepte trois nombres : singulier, duel et pluriel.
Le duel est cependant d'emploi assez rare. La première personne (« nous deux ») est quasi inexistante. Les deux autres (« vous deux » et « elles/eux deux ») ne sont pas obligatoires et le pluriel se substitue le plus souvent au duel.

### Modes
Il existe en grec ancien six modes : 
- quatre personnels : indicatif, impératif, subjonctif (mode de l'éventualité, de ce qui est susceptible de se produire) et optatif (mode du souhait, proche du conditionnel français) ;
- deux impersonnels : infinitif et participe.

Les modes impersonnels ne s'accordent pas avec le sujet, car ce sont des formes nominales du verbe.
L'infinitif est un nom verbal neutre invariable (il prend d'ailleurs l'article neutre quand il est substantivé : γιγνώσκειν, « savoir », τὸ γιγνώσκειν, « le (fait de) savoir.
Le participe correspond à un adjectif verbal, s'accordant en genre, nombre et cas avec le terme auquel il se rapporte. Il peut aussi être substantivé et prendre l'article.

### Temps et aspects
Le verbe grec, au contraire du verbe latin, n'indique pas nécessairement le temps, c'est-à-dire le moment chronologique où prend place le procès-verbal dans la flèche du temps, mais surtout l'aspect, c'est-à-dire le regard que porte le locuteur sur le déroulement de ce procès. Alors que dans une langue comme le français, temps et aspect sont facilement confondus parce que très imbriqués (un passé simple français possède un aspect global perfectif et décrit une action qui a pris nécessairement place dans le passé), ce n'est pas le cas en grec ancien : en effet, hormis au mode indicatif, la valeur temporelle peut être complètement absente.

#### Les trois thèmes
Le verbe grec possède trois thèmes (on nomme ainsi une forme composée d'un radical dans un état donné accompagné souvent d'affixes, laquelle forme est susceptible de recevoir les désinences) dénotant chacun l'un des trois aspects verbaux fondamentaux : présent, aoriste (ἀόριστος, « non limité », qui correspond, selon le contexte, à plusieurs temps passés du français) et parfait.
De manière plus pertinente (parce que les termes de présent et de parfait restent, en français, trop liés à une idée temporelle), il convient de parler des aspects :
- imperfectif (représenté par les formes de présent et imparfait) ; le procès-verbal est montré :
  - en cours de déroulement (« être en train de chanter, manger... ») ;
  - inachevé et dans l'effort nécessaire à son achèvement  (« chercher à comprendre, convaincre... ») ;
  - répété dans le temps, habituel ;
  - comme une vérité générale (« l'homme est un loup pour l'homme ») ;
- aspect zéro (représenté par les formes de l'aoriste) : le procès est présenté per se et indépendamment de toute notion de durée ; il peut aussi servir aux vérités générales (on le nomme alors « aoriste gnomique ») ;
- statique (représenté par les formes de parfait et de plus-que-parfait) : le procès est effacé à l'avantage de son résultat. Un verbe à l'aspect statique indique un état stable résultant d'une action passée. Le verbe εἰμί, « être », pour cette raison, n'a pas d'aspect statique.

#### Inaccompli et accompli à l'indicatif
- présent, futur (anciennement un désidératif, il reste lié au présent : παιδεύσω, futur de παιδεύω, signifiait à l'origine « je veux éduquer » avant de traduire « j'éduquerai ») et parfait (qui reste lié au présent : le parfait τέθνηκε signifie « il est mort », c'est-à-dire « il est dans l'état de mort »)

par opposition aux temps secondaires :
- imparfait (passé du présent), aoriste et plus-que-parfait (passé du parfait).

Cette opposition se retrouve grosso modo en français où les temps simples sont inaccomplis (je mangeais présente le procès pendant son déroulement) et les temps composés accomplis (j'ai mangé présente un procès fini : on ne peut voir que les reliefs du repas).
Cette opposition est représentée par les désinences : il existe donc, à l'indicatif, un jeu de désinences primaires s'opposant aux désinences secondaires.
La notion de temps est propre à l'indicatif : aux autres modes (sauf pour des raisons secondaires), seul l'aspect est exprimé.
Il faut donc bien prendre conscience qu'un « infinitif présent » grec n'a généralement aucun lien avec le temps présent.
Il est plus juste de parler d'un infinitif imperfectif.
De même, on peut facilement traduire en français un « impératif aoriste » par un présent, selon le contexte, car il s'agit en fait d'un impératif perfectif.
La terminologie de la grammaire scolaire traditionnelle confond les temps et les aspects dans les dénominations des thèmes.
En effet, parler d'un présent ailleurs qu'à l'indicatif relève le plus souvent du contresens.

#### Le cas du futur
Enfin, le futur, de formation plus récente, a, quel que soit le mode, uniquement un sens temporel et s'utilise aussi à l'optatif, à l'infinitif et au participe.
L'absence de notion aspectuelle qui lui serait liée permet aussi de le classer dans la catégorie de l'aspect zéro.
Quoi qu'il en soit, il reste en dehors du système fondamental.
Certaines formations secondaires existent aussi, comme le futur du parfait (souvent appelé à tort futur antérieur, car il s'agit bien plutôt d'un passé postérieur).

#### Synthèse
En conclusion, on peut dire qu'il existe trois aspects clairement distingués par des thèmes morphologiques distincts, auxquels s'ajoutent à l'indicatif deux temps secondaires (l'aoriste étant, à l'indicatif, classé parmi les temps secondaires).
L'on arrive, à l'indicatif, à six temps.
Ce système est directement hérité de celui de l'indo-européen.
Pierre Chantraine fait remarquer dans sa Morphologie historique du grec que « le système verbal indo-européen comportait une structure originale. Plutôt qu'une “conjugaison” systématique, il présentait des thèmes verbaux indépendants : les thèmes verbaux appartenant à une même racine existaient chacun à part et n'étaient liés à chacun des autres par aucune relation nécessaire. » Le grec, cependant, dans un souci de rationalisation, a, par analogie, nivelé de nombreuses irrégularités, parvenant à un système mixte de verbes réguliers (dont on peut construire les thèmes par application d'un système prévisible) au milieu de nombreux verbes irréguliers (dont les thèmes ne se laissent pas prévoir).
Remarques : 
- il existe aussi plusieurs modes de procès (inchoatif, itératif, fréquentatif, etc.), qui ne dépendent cependant plus de la flexion mais de processus morphologiques ressortissant à la formation lexicale ;
- pour des raisons de clarté, on conserve dans cet article le terme d'aoriste pour signifier « aspect zéro ».

### Voix
Le verbe grec se conjugue  selon trois voix : 
- active : le sujet grammatical correspond à l'actant acteur : ἐσθίω (ἄρτον), « je mange (du pain) »
- moyenne :  le sujet grammatical agit pour son propre intérêt, en reçoit les conséquences ou bien s'implique dans le procès-verbal : ἐσθίομαι (ἄρτον), « je mange (du pain) pour moi, dans mon intérêt » (le  castillan rendrait mieux cette idée avec une expression réfléchie comme me como pan).
  - Toutefois, cette valeur n'est pas systématique ; de nombreux verbes ont des formes moyennes dont les significations  ne peuvent être déduites automatiquement de l'actif correspondant : aux actifs ἄρχω = je commande ; ψεύδω=je trompe ; πείθω= je persuade  correspondent les moyens ἄρχομαι= je commence ; ψεύδομαι=je mens ; πείθομαι=j'obéis. Le moyen de  παρασκεύω , « je prépare » , παρασκεύομαι  peut signifier « je prépare pour moi» , mais employé intransitivement il signifie « se préparer »; or cette valeur réfléchie ne se retrouve pas pour de nombreux autres moyens. Dans l'expression « faire la guerre» , πόλεμον ποιεῖσθαι, c'est le moyen qui est utilisé, alors que l'expression active correspondante πόλεμον ποιεῖν signifie « provoquer la guerre ».
  - De plus, il existe une série de verbes dits media-tantum (« seulement moyens ») correspondant mutatis mutandis aux verbes déponents du latin. Ils ne se conjuguent qu'au moyen. S'il existe bien quelques verbes media-tantum de valeur passive, dans la plupart des cas, celle-ci est moyenne, active ou intransitive : le verbe κεῖμαι, « je gis » (valeur intransitive), en fait partie, par exemple. Enfin certains verbes actifs ont un futur moyen , sans changement de sens : il entend = ἀκούει → il entendra = ἀκούσεται ; je connais = γιγνώσκω → je connaîtrai =γνώσομαι.
- passive : le sujet grammatical correspond à l'actant patient : (ἄρτος) ἐσθίεται (ὑπ’ έμοῦ), « (du pain) est mangé (par moi) ».

Les voix moyenne et passive sont identiques à tous les thèmes sauf au futur et à l'aoriste, marqués par l'addition du morphème -θη- ου -η- ; ainsi, le futur moyen de παρασκεύω est παρασκεύσομαι « je préparerai pour moi » et son futur passif παρασκευθήσομαι « je serai préparé ». C'est pour cette raison qu'on parle souvent de voix médio-passive.
Cette formation tient à l'origine des voix en PIE qui connaît seulement l'actif et le moyen (d'où dérivera plus tardivement la voix passive  en grec, mais aussi en sanskrit).
Enfin, tous les verbes ne peuvent pas forcément être conjugués à toutes les voix.

### Supplétisme
Les cas de supplétisme ne sont pas rares. Ils concernent des verbes avec lesquels on ne peut pas bâtir régulièrement les trois thèmes aspectuels (voire quatre avec le thème de futur).
En effet, certains radicaux portent intrinsèquement un mode de procès qui s'oppose à un thème aspectuel donné. Il faut alors, pour obtenir un des thèmes, remplacer (suppléer) le radical par un autre. Par exemple, un verbe régulier comme λύω, « délier », forme régulièrement ses trois (quatre) thèmes à partir d'un radical unique, λυ- : 
- thème d'imperfectif : λυ- ;
- thème d'aoriste : ἐ-λυ-σ- (l'epsilon initial étant l'augment, qui n'existe qu'à l'indicatif) ;
- thème statique : λε-λυ-κ- (avec redoublement).

Le verbe ὁράω, « voir », au contraire, utilise quatre thèmes issus de trois radicaux différents :
- thème d'imperfectif : ὁρα-, du radical *wor- (radical indo-européen qu'on retrouve, par exemple, en latin : vereor, « fait de regarder avec pudeur, respecter, craindre ») ; ce radical étant duratif, il ne peut être utilisé à l'aoriste et au statique ;
- thème de futur : ὀπ-σ- (qui s'écrit ὀψ), du radical ὀπ- (indo-européen *ħ3ekʷ, cf. latin  oculus, « œil ») ;
- thème zéro : ἰδ- (εἰδ- avec l'augment), du radical *wid- (cf. latin video, « voir ») ;
- thème statique : ἑορακ- (ce thème est en fait dérivé du thème de l'imperfectif).

De tels cas se rencontrent pour un petit nombre de verbes, qui sont cependant parmi les plus usuels, comme ἐσθίω (le radical du thème est souligné), « manger » (thème de futur : ἔδομαι, d'aoriste : ἔφαγον, de parfait : βέϐρωκα ou ἐδήδοκα), λέγω, « parler » (futur : ἐρῶ, aoriste : εἶπον, parfait : εἴρηκα), ἔρχομαι, « aller » (futur : εἶμι, aoriste : ἦλθον, parfait : ἐλήλυθα), etc. Le processus est encore compliqué par le fait qu'il n'est pas rare que, pour ces verbes, d'autres radicaux soient employés, ou les mêmes mais répartis autrement, aux autres voix que l'actif. Par exemple, ἐσθίω a un aoriste actif thématique secondaire bâti sur un autre radical φαγ-, mais le passif du même temps utilise une forme régulière du radical de présent (έδ- dans ἠδέσθην)...

### Tableau synoptique
Les principales possibilités de flexion pour un verbe régulier (en laissant de côté les formations secondaires, qui seront expliquées au cas par cas) sont résumées dans le tableau ci-dessous. Les cases marquées d'une croix représentent un croisement aspect (et temps) / mode possible. Celles marquées du symbole de l'ensemble vide (∅) indiquent un croisement qui ne l'est pas. Par exemple, on ne peut obtenir un aoriste inaccompli. Le système aspecto-temporel et modal n'est pas complet.
| Thèmes              | Modes      | Modes     | Modes     | Modes      | Modes   | Modes     | Modes     |
| Thèmes              | Indicatif  | Indicatif | Impératif | Subjonctif | Optatif | Infinitif | Participe |
| ------------------- | ---------- | --------- | --------- | ---------- | ------- | --------- | --------- |
| Thèmes              | inaccompli | accompli  | Impératif | Subjonctif | Optatif | Infinitif | Participe |
| Imperfectif présent | X          | X         | X         | X          | X       | X         | X         |
| Futur               | X          | ∅         | ∅         | ∅          | X       | X         | X         |
| Aoriste             | ∅          | X         | X         | X          | X       | X         | X         |
| Statique parfait    | X          | X         | ∅/X       | X          | X       | X         | X         |

Au médio-passif, la distribution est quelque peu différente : il faut ajouter un impératif parfait (qui n'existe pas, ou alors de manière secondaire, à l'actif) ainsi que les formes spécifiquement passives du futur et de l'aoriste. Aussi existe-t-il, pour un verbe régulier donné 23 paradigmes à l'actif et 34 paradigmes au médio-passif.

## Types de conjugaisons
Il existe deux grandes catégories de conjugaisons : les verbes thématiques (ou « verbes en -ω », qui utilisent la voyelle thématique entre le radical et les désinences) et les verbes athématiques (dits « verbes en -μι », sans la voyelle thématique). Ces catégories se divisent en un grand nombre de sous-catégories.
Le système verbal est très complexe car la flexion met en œuvre de nombreux procédés comme l'alternance vocalique, la suffixation par le jeu de désinences, l'utilisation d'une voyelle thématique, celle de l'augment et du redoublement. À tous ces procédés s'ajoutent des modifications phonétiques importantes au sein d'un même paradigme, qui permettent de dire qu'il existe plus de verbes irréguliers que de réguliers. En effet, seuls les verbes thématiques dont le radical se termine par -ι et -υ peuvent être qualifiés de réguliers. Les autres font tous intervenir quelques procédés qui seront détaillés plus loin.
Les différents modèles de conjugaisons seront expliqués au cas par cas.

## Composition morphématique d'un verbe grec
Tous les traits grammaticaux étudiés précédemment (personne, nombre, aspect, mode et voix) sont indiqués par les désinences, le degré d'alternance vocalique de la racine, la présence potentielle d'une voyelle thématique et de divers affixes (parmi lesquels on trouve aussi l'augment et le  redoublement).
Par exemple, la forme ἐλύθην, du verbe λύω, s'analyse quant à ses morphèmes ainsi :
- ἐ- : augment, donc un temps du passé de l'indicatif ;
- λύ- : morphème lexical (ou lexème) - c'est le radical ;
- -θη : suffixe passif de formation du futur ou de l'aoriste (l'un des temps du passé) - la présence de l'augment permet de savoir qu'il ne peut s'agir que d'un aoriste ;
- l'ensemble ἐλυθη- forme le thème ;
- -ν : désinence secondaire (c'est-à-dire du passé) de première personne du singulier de l'indicatif.

Tout cela permet de dire qu'il s'agit de la première personne du singulier de l'aoriste indicatif passif du verbe λύω, « délier », que l'on peut traduire par « je fus délié ».
L'on analysera maintenant les principaux morphèmes servant à construire les paradigmes.

### Affixes aspecto-temporels
Augment et redoublement.

### Thème morphologique et degré radical

#### Les thèmes de présent
- Radical pur thématique : λύω.
- Radical pur athématique.
- Radical à redoublement thématique.
- Radical à redoublement athématique.
- Radical à redoublement thématique + suffixe.
- Radical + suffixe.

#### Les thèmes d'aoriste
- Radical avec allongement athématique.
- Radical (assez souvent degré 0) thématique.
- Radical + suffixe -κα (athématique) au singulier ; radical pur au pluriel.
- Radical à redoublement thématique.

#### Les thèmes de futur
- Radical + σ.
- Radical + allongement.

#### Les thèmes de parfait
- Redoublement en ε + radical + -κα.